# Ping Chau
Ping Chau (en chino, 平洲 ) es una pequeña isla de la Región Administrativa Especial de Hong Kong, en el sur de China. También es conocida como Tung Ping Chau (en chino: 東平洲). Tung (chino: 東, es decir, este) se antepone al nombre para evitar posibles confusiones con Peng Chau (坪洲), otra isla en Hong Kong con un nombre pronunciado idéntico en el idioma chino cantonés. Administrativamente, la isla forma parte del distrito de Tai Po, en los Nuevos Territorios.
Geográficamente, Ping Chau es una isla en alta mar situada en la esquina noreste de Hong Kong en  la bahía de Mirs y que está cerca de la frontera con la provincia de Guangdong en China continental. La isla tiene una superficie de 1,16 km² y está formada de roca pizarra. La isla está mucho más cerca de China continental (4 km) que la masa principal de Hong Kong. Se encuentra cerca de Nan'ao de Dapeng. La isla además es el punto más oriental de Hong Kong.
El Parque Marino Tung Ping Chau fue declarado en 2001 como el cuarto parque marino de Hong Kong. Ocupa una zona marítima de alrededor de 270 hectáreas que encierra la isla de Ping Chau.